# Måns Arborelius
Måns Olof Arborelius, född 16 augusti 1896 i Stockholm, död 25 juli 1993 i Halmstad, var en svensk läkare.

## Biografi
Arborelius, som var son till Rudolf Arborelius och Emmy Glantzberg, avlade studentexamen 1915, blev medicine kandidat 1918, medicine licentiat 1923 och medicine doktor 1930, allt vid Karolinska Institutet. Han var amanuens i fysiologi vid Karolinska Institutet 1920–1922, underläkare vid Mössebergs kuranstalt 1921 och 1923, extra läkare i Sjöbo distrikt 1922, assistentläkare vid Stockholms sjukhem 1923–1924, underläkare vid Garnisonssjukhuset i Stockholm medicinska avdelning 1924–1926, amanuens vid propedeutisk kurs på S:t Eriks sjukhus 1926–1927, underläkare vid dess medicinska avdelning 1927, vid S:t Görans sjukhus tuberkulosavdelning 1929–1930, vid medicinska avdelningen där 1930–1931, regementsläkare och chefsläkare vid Västernorrlands regemente 1931–1936, lasarettsläkare vid Halmstads lasaretts medicinska avdelning 1936–1962, styresman 1956–1962. Han var ledamot av Försvarets sjukvårdsstyrelses vetenskapliga råd 1941–1963. Han var fältläkarstipendiat och bataljonsläkare i Fältläkarkårens reserv 1923 och bataljonsläkare vid Fältläkarkåren 1923–1931. Han var sekreterare i Hallands läkarförening, ledamot av länsnykterhetsnämnden och Halmstads civilförsvarsnämnd. Han blev ledamot av Kungliga Krigsvetenskapsakademin 1936. År 1923 erhöll han Svenska Läkaresällskapets Alvarengapris och inlade stora förtjänster om tuberkulosens kontrollerande inom armén.